# Todd Phillips
Todd Phillips (n. 20 decembrie 1970, New York City, New York, SUA; n. Bunzl) este un regizor, producător și actor evreu american, cunoscut pentru ca a regizat seria de filme Marea mahmureală și Joker.

## Filmografie

### Actor
| An   | Titlu              | Rol           | Note        |
| ---- | ------------------ | ------------- | ----------- |
| 2000 | O escapadă super   | Foot Lover    |             |
| 2003 | Vechea gașcă       | Gang Bang Guy |             |
| 2009 | Marea mahmureală   | Mr. Creepy    |             |
| 2010 | Sorocul            | Barry         |             |
| 2013 | Marea mahmureală 3 | Mr. Creepy    | nemenționat |

### Regizor
- O escapadă super (2000)
- Vechea gașcă (2003)
- Starsky & Hutch (2004)
- Clasa de tăntălăi (2006)
- Marea mahmureală (2009)
- Sorocul  (2010)
- Marea mahmureală 2 (2011)
- Marea mahmureală 3 (2013)
- War Dogs: Tipii cu arme (2016)
- Joker (2019)

### Producător
- Toți oamenii regelui (2006)
- Proiectul X (2012)[6]
- S-a născut o stea (2018)
- Maestro (2023)

### Documentare
- Hated: GG Allin and the Murder Junkies (1993)
- Frat House (1998)
- Bittersweet Motel (2000)